# Serge Kakudji
Serge Kakudji (* 1989 in Kolwezi, Demokratische Republik Kongo) ist ein kongolesischer Opernsänger (Countertenor).

## Leben
Bereits als kleiner Junge fühlte sich Kakudji von der Oper angezogen, im Alter von sieben Jahren sang er in einem Kinderchor in Lubumbashi. Mit nur 17 Jahren vertrat er sein Heimatland beim ersten Internationalen Festival La Voix in Harare, organisiert von der L'Alliance Française  und der AFAA. 
Im Mai 2011 übernahm er den Tolomeo in Händels Giulio Cesare in Egitto an der Königlichen Oper in Versailles. Im Juni 2012 sang er die Rolle des Amore in Monteverdis L’incoronazione di Poppea am Teatro Real in Madrid, und im Mai 2013 dieselbe Rolle am Opéra National de Montpellier.
Am 10. Juni 2014 errang er bei der Uraufführung des von ihm mitkonzipierten Projekts Coup fatal am Wiener Burgtheater – im Rahmen der Wiener Festwochen – einen großen persönlichen Erfolg, es gab Standing Ovations. Mit Barockmusik wollte Kakudji „Anklage gegen die Störung des Friedens in meinem Land“ erheben und „die Vergewaltigungen an Frauen und die Gewalt an Kindern“ anprangern.

## Auszeichnungen
- 2001 Prix du concours de l’Alliance Franco-congolaise
- 2007 Prix du Festival Nzénzé Ngoma ya Kwetu
- 2008 Prix Jacques Dôme
- 2016 Secondo Premio - Concorso di Canto Lirico Ravello